# Арифметическое переполнение
Арифмети́ческое переполне́ние — специфичная для компьютерной арифметики ситуация, когда при арифметическом действии результат становится больше максимально возможного значения для переменной, использующейся для хранения результата.
Пример: сложение двух переменных размером 8 бит с записью результата в переменную того же размера:
{\displaystyle 210_{10}+61_{10}=11010010_{2}+00111101_{2}=?}

{\displaystyle {\begin{array}{c}{\begin{array}{cc}+&{\begin{array}{c}11010010_{2}\\00111101_{2}\end{array}}\\\end{array}}\\\hline {\begin{array}{cc}&{\color {Red}1}00001111_{2}\end{array}}\end{array}}}
возникает переполнение.
При этом в результат записывается не ожидаемое {\displaystyle 271_{10}={\color {Red}1}00001111_{2}}, а {\displaystyle 15_{10}=00001111_{2}}. Если не проверять, было ли переполнение, то может возникнуть логическая ошибка в программе, о чём в некоторых случаях во время исполнения не узнает ни платформа, ни операционная система (как, например, в Java).